# Coombe (Hampshire)
 (août 2025).
Si vous disposez d'ouvrages ou d'articles de référence ou si vous connaissez des sites web de qualité traitant du thème abordé ici, merci de compléter l'article en donnant les références utiles à sa vérifiabilité et en les liant à la section « Notes et références ».
Pour les articles homonymes, voir Coombe.
Coombe est un hameau de Hampshire, en Angleterre. Il est situé dans l'East Hampshire, dans la paroisse civile d'East Meon.

## Situation
Coombe est situé au grid reference SU662205[Quoi ?].